# Мушинський Федір Андрійович
Федір Андрійович Мушинський (25 серпня 1918, Салькове, нині Гайворонський район, Кіровоградська область — ?) — український педагог.

## Біографія
Мушинський Федір Андрійович народився 25 серпня 1918 року в сім'ї робітника. До вступу в Одеський державний університет працював учителем 1-4 класів у Сальківській середній школі. З перших років війни, будучи студентом п'ятого курсу, зачислений в ряди червоноармійців з 15 жовтня 1941 року. Пройшов всю війну, був нагороджений: орденом Вітчизняної війни І ступеня за форсування Західної Двіни і взяття міста Вітебська (26.07.1944), орден Вітчизняної війни ІІ ступеня (26.10.1944), орденом Червоного Прапора  за операцію у Східній Пруссії (18.02.1945), «Відмінник народної освіти» (квиток № 21392), медаль «Захисник Вітчизни» (14.10.1999), орден Богдана Хмельницького (АВ № 01250).  27 квітня 2001 року присвоєно військове звання «майор» (указ Президента № 288/2001).
Після закінчення війни з 1946 по 1947 роки закінчив Одеський університет, а з червня 1947 року був призначений директором Могильненської середньої школи. Велика кількість дітей спонукала директора до рішучих дій, до будівництва нової школи. Було знайдено хороший проект, за яким і було закладено фундамент. У 1975 році було закінчено будівництво нового приміщення школи і в жовтні цього ж року діти переступили поріг новобудови. Федір Андрійович ще три роки працював директором у новому приміщені школи, а потім у 1978 році пішов на заслужений відпочинок. На будівлі школи встановлено меморіальну таблицю.  